# رابرت سی. مرتن
رابرت سی. مرتن (به انگلیسی: Robert C. Merton) اقتصاددان  آمریکایی و  پسر رابرت کی. مرتن (جامعه‌شناس) است که در سال ۱۹۹۷ موفق به دریافت جایزه نوبل اقتصاد شد.